# Promenaea malmquistiana
Promenaea malmquistiana är en orkidéart som beskrevs av Rudolf Schlechter. Promenaea malmquistiana ingår i släktet Promenaea och familjen orkidéer. Inga underarter finns listade i Catalogue of Life.